# 火连坡镇
火连坡镇，是中华人民共和国湖南省常德市澧县下辖的一个乡镇级行政单位。

## 行政区划
火连坡镇下辖以下地区：
观音阁社区、古台村、金山村、澧淞村、双溪村、楠木村、三元村和黄溪村。